# ما بعد الماركسية
ما بعد الماركسية هي فلسفة سياسية ونظرية اجتماعية نقدية تعمل على تفكيك الماركسية. ظهر مصطلح "ما بعد الماركسية" لأول مرة في عمل إرنستو لاكلو وشانتال موف النظري "الهيمنة والاستراتيجية الاشتراكية"، على الرغم من أن فيليكس غوتاري غالبًا ما يُعتبر ما بعد ماركسيًا (وسبقهما). من الناحية الفلسفية، فإن ما بعد الماركسية يقاوم الاشتقاقية والماهوية (على سبيل المثال، لا يرى الاقتصاد كأساس للسياسة، أو الدولة كأداة تعمل بشكل واضح ومستقل نيابة عن مصالح طبقة معينة). يمكن اعتبار ما بعد الماركسية توليفة من الأطر ما بعد البنيوية والتحليل الماركسي أو الماركسية الجديدة، ردًا على تراجع اليسار بعد-68. والجدير بالذكر أن ما بعد الماركسيين يرفضون أولوية الصراع الطبقي والاقتصاد، ويحولون التركيز إلى "الديمقراطية الراديكالية". تم تقديم لمحات عامة حديثة عن ما بعد الماركسية من قبل إرنستو سكريبانتي، جوران ثربورن، وغريغوري ميرسون.